# Équipe d'Arménie de football
Cet article traite de l'équipe masculine. Pour l'équipe féminine, voir Équipe d'Arménie féminine de football.
Maillots
L'équipe d'Arménie de football est constituée par une sélection des meilleurs joueurs arméniens sous l'égide de la Fédération de football d'Arménie. Depuis sa création en 1992, elle ne s'est jamais qualifié pour une phase finale de Coupe du monde ou de l'Euro.

## Histoire

### Des débuts difficiles
L'équipe d'Arménie est officiellement née en 1992, après la chute de l'Union soviétique. Elle a joué son premier match le 12 octobre 1992 contre la Moldavie. Les premières années d'existence de la fédération arménienne de football se déroulent dans un climat politique difficile. Depuis son indépendance en septembre 1991, le pays est confronté à de nombreux problèmes financiers accentués par des relations diplomatiques des plus compliquées avec les voisins azerbaïdjanais et turcs. Le blocus imposé par ses deux derniers à l'Arménie en réponse à la guerre du Haut-Karabagh prive le pays d'électricité, de pétrole et de gaz au début des années 1990. Dans ces conditions les entraînements de l'équipe de football sont loin d'être une priorité et les résultats rarement au rendez-vous.
Un léger mieux arrive au milieu des années 90, avec les qualifications pour la Coupe du monde 1998, et dont l'arrivée du  sélectionneur Khoren Hovhannisyan coïncide avec l'intégration dans l'équipe de deux joueurs du championnat de France : Éric Assadourian et Michel Der Zakarian.
Durant ces qualifications, la formation signera une victoire historique contre l'Irlande du Nord, puis contre l'Albanie.
Mais l'arrivée du sélectionneur Souren Barseghian en 1998, pour les qualifications de l'Euro 2000, entraîne la déchéance de l'équipe par ses choix d'hommes et de tactiques et de nombreux joueurs refusent de venir en équipe nationale. Malgré tout, Barseghian obtient un nombre de victoires historique, donnant à la fédération du crédit à ses choix.

### Les années 2000

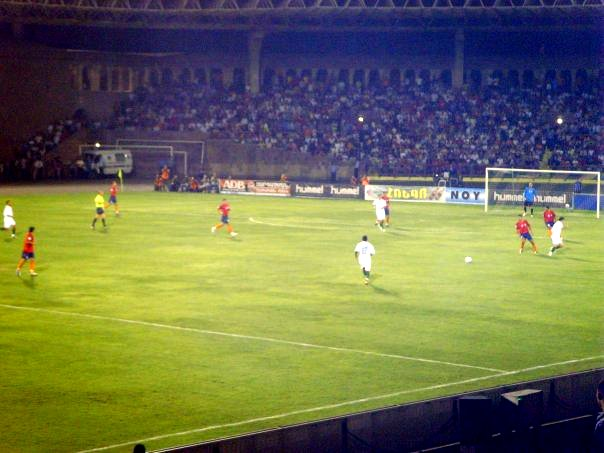
Match (1-1) de l'Arménie contre le Portugal en août 2007 en football.

L'entraîneur français Bernard Casoni est sélectionneur national entre août 2004 et avril 2005, mais il est remercié le 5 avril 2005 pour résultats insuffisants.
Avec l'arrivée, en 2006, de l'entraîneur écossais John « Ian » Porterfield, la sélection nationale entre dans une nouvelle ère. Sa victoire 2-1 contre le Kazakhstan le 2 juin 2007, 1-0 contre la Pologne quatre jours plus tard et le match nul 1-1 face au Portugal remettent l'équipe nationale sur les rails.
L'entraîneur meurt le 11 septembre 2007 et c'est son second, Tom Jones, qui prend temporairement la relève. Les résultats de l'équipe sous l'ère Jones sont mitigés. Si l'Arménie bat Malte pour son premier match, elle fait match nul contre la Serbie et est battue 3-0 par la Belgique le 17 octobre 2007, puis 1-0 par le Portugal puis le Kazakhstan en novembre. Cette même année, le hasard place l'Arménie et l'Azerbaïdjan, dont les relations sont fortement détériorées à la suite de la guerre du Haut-Karabagh au début des années 1990, dans la même poule pour les qualifications de l'Euro 2008. Les deux pays n'étant pas parvenu à un compromis, leurs matchs sont annulés et les deux équipes, privées de nombreux points, finissent aux deux dernières places de la poule.
En 2008, c'est le Danois Jan Børge Poulsen qui prend la relève. Les premiers matchs semblaient encourageants mais depuis le début des qualifications à la coupe du monde 2010, l'Arménie n'a pas gagné une seule fois. Le sort s'acharne et place cette fois l'Arménie et la Turquie dans la même poule. Cette situation amènera les deux pays à détendre un peu leurs relations diplomatiques en froid depuis 1994. En effet, le 6 septembre 2008, sur invitation du président arménien Serge Sargsian, son homologue turc, Abdullah Gül, a assisté à la confrontation entre les deux équipes.

### L'ère Minassian
Le 1er avril 2009, à la suite du match nul à domicile contre l'Estonie dans le cadre des qualifications pour la coupe du monde 2010, Jan Poulsen est remercié. L'équipe arménienne occupait alors la dernière place du groupe 5 avec quatre défaites et un nul à son compteur. Deux semaines plus tard, Vardan Minassian est officiellement nommé au poste de sélectionneur jusqu'à la fin des qualifications à la coupe du monde 2010. Le premier match, le retour contre l'Estonie, se conclut par une défaite 0-1 à l'extérieur.
En octobre 2010, après deux victoires consécutives contre la Slovaquie et Andorre dans le cadre des éliminatoires de l'Euro 2012, l'équipe atteint pour la première fois la soixantième place du classement mondial de la FIFA, puis bat à nouveau son record le mois suivant en gagnant une place encore. Le 26 mars 2011, elle décroche à domicile un match nul contre la Russie qui la place à la quatrième place de son groupe, à deux points des trois leaders. En septembre 2011, après deux victoires consécutives contre Andorre puis la Slovaquie, l'Arménie se classe à la troisième place de son groupe, à deux points du leader russe. C'est l'un des meilleurs parcours de l'histoire de l'équipe d'Arménie, que ce soit en éliminatoires de l'Euro ou de la Coupe du monde.
Un mois plus tard, l'Arménie s'apprête à jouer deux matches qui pourraient la propulser en barrages. Le vendredi 7 octobre, les Caucasiens écrasent la Macédoine 4-1. Puis le mercredi suivant, l'équipe doit gagner en Irlande pour espérer aller à l'Euro. Malheureusement, les Arméniens sont défaits 2-1 à cause notamment, de l'expulsion injuste du gardien Roman Berezovski.
Cependant, l'Arménie finit 3e de son groupe, avec 22 buts marqués.
Elle effectue un tournoi amical en février 2012 à Chypre contre la Serbie et le Canada ; elle perd le premier match 2-0 mais elle gagne le second 3-1. En septembre 2012, elle commencera les qualifications de la Coupe de Monde 2014 avec un déplacement à Malte et en Bulgarie, puis elle recevra en octobre la Squadra azzura à Erevan.
Le 5 février 2013 la sélection se déplace en France pour un match amical à Valence contre le Luxembourg (1-1) Une forte communauté armenienne habite à Valence et l'occasion est belle pour l'équipe nationale de pouvoir jouer dans un pays ou réside plus de 600 000 habitants d'origine Arménienne .
L'équipe commence sa campagne de qualifications pour la coupe du monde au Brésil avec un bilan mitigé : une victoire pour leur premier match face à Malte (0-1) tout en perdant le match retour sur le même score à Erevan, défaite en Bulgarie, Italie, en République Tchèque et victoire surprise au Danemark sur un score de 4 à 0, puis une victoire contre la République Tchèque et la Bulgarie.
Après la fin de ces qualifications, Vardan Minassian refuse une prolongation de contrat de la fédération et quitte donc son poste de sélectionneur.

### L'avénement de Hovespian
Le 28 février 2014, le suisse Bernard Challandes est nommé sélectionneur national, il démissionne le 30 mars 2015 après une défaite en Albanie 2-1 en éliminatoires de l'Euro 2016. Il est alors remplacé par le recordman des sélections nationales Sargis Hovsepian, nommé le 28 avril 2015. Ces éliminatoires ne sont pas une réussite pour l'Arménie qui termine à la dernière place avec 2 nuls et 6 défaites.
Les éliminatoires suivants ne voient pas l'Arménie réussir à se qualifier pour une compétition majeure, la sélection réalisant des performances irrégulières. Lors des éliminatoires de la Coupe du Monde 2018, l'Arménie figure dans le groupe E et termine avant-dernière avec un bilan de 2 victoires, un nul et 7 défaites.
Dans le cadre de la première édition de Ligue des nations, l'Arménie figure dans le groupe 4 de la Ligue D et connaît notamment un revers humiliant (0-1) à domicile contre Gibraltar qui n'avait remporté aucune rencontre en compétition officielle jusqu'alors, à la suite d'un penalty converti par Joseph Chipolina à la 50e minute de jeu et d'une grande maladresse face aux cages adverses des partenaires d'Henrikh Mkhitaryan, le 13 octobre 2018. L'Arménie, qui avait auparavant démarré la compétition par un succès à domicile contre le Liechtenstein (2-1) suivi d'un revers sur le terrain de la Macédoine du Nord (0-2) ; se rachètera à domicile face à la sélection balkanique trois jours après cette débâcle (4-0) et terrassera ensuite Gibraltar à l'extérieur au retour (6-2), avant de finir par un nul au Liechtenstein (2-2). Les coéquipiers d'Henrikh Mkhitaryan ne terminent pas en tête de leur poule et ne sont pas éligibles aux barrages de l'Euro 2021 au profit du leader macédonien qui obtiendra ensuite grâce à ces barrages son billet pour l'Euro 2021. Toutefois, du fait du changement de format décidé par l'UEFA, l'Arménie sans avoir remporté sa poule est finalement promue en Ligue C pour l'édition 2020-2021 de Ligue des nations.
Lors des éliminatoires de l'Euro 2021, l'Arménie figure dans le groupe J et termine avant-dernière en obtenant 10 points avec un bilan de 3 victoires, un nul et 6 défaites ; des qualifications où elle a surpris à domicile la Bosnie (4-2) et à l'extérieur la Grèce (3-2) tout en connaissant une très lourde défaite, en Italie (9-1) le 18 novembre 2019.
Dans le groupe 2 de Ligue C pour l'édition 2020-2021 de Ligue des nations, l'Arménie réussit à terminer leader de son groupe avec 3 victoires, 2 nuls et une seule défaite (1-2 en Macédoine du Nord) et est promue en Ligue B pour l'édition suivante, en ayant devancé cette fois la Macédoine du Nord mais également la Géorgie et l'Estonie.
Lors des éliminatoires pour la Coupe du monde 2022, l'Arménie connaît initialement une certaine réussite grâce à des faits de jeu favorables et signe un début de campagne qualificative surprenant avec 3 victoires en autant de rencontres disputées et occupe la place de leader fin mars 2021. Cependant, la sélection caucasienne ne confirme pas cette entame idoine lors des rencontres suivantes, y compris lors de la réception du Liechtenstein (1-1), et termine 4e du groupe avec 3 succès, 3 nuls et 4 défaites.
Le 29 mars 2022, l'Arménie enregistre la plus lourde défaite de son histoire, à l'occasion d'un match amical disputé à l'extérieur contre la Norvège (0-9), après avoir été rapidement réduite à 10, surpassant la défaite sur le score de 1-9 en Italie 2 ans et demi plus tôt.

## Palmarès

### Classement FIFA
Sur la scène internationale, les deux victoires de l'équipe à l'été 2007 — notamment contre la Pologne — lui avaient permis une remontée record de 48 places et une 79e place au classement mondial de la FIFA en juillet 2007. Elle a depuis continué sa remontée avec son nouvel entraîneur et bat un nouveau record en se classant 78e en juin 2008. Après de piètres résultats faisant chuter l'équipe au-delà de la 100e place, elle occupe pour la première fois, en novembre 2010, la cinquante-neuvième place ; en septembre 2011, à la suite de ses victoires dans le cadre des qualifications à l'Euro 2012 contre Andorre et surtout la Slovaquie, elle atteint le quarante-quatrième rang, son meilleur classement depuis ses débuts.
| Année              | 1994 | 1995 | 1996 | 1997 | 1998 | 1999 | 2000 | 2001 | 2002 | 2003 | 2004 | 2005 | 2006 | 2007 | 2008 | 2009 | 2010 | 2011 | 2012 | 2013 | 2014 | 2015 | 2016 | 2017 | 2018 | 2019 | 2020 | 2021 | 2022 | 2023 | 2024 |
| ------------------ | ---- | ---- | ---- | ---- | ---- | ---- | ---- | ---- | ---- | ---- | ---- | ---- | ---- | ---- | ---- | ---- | ---- | ---- | ---- | ---- | ---- | ---- | ---- | ---- | ---- | ---- | ---- | ---- | ---- | ---- | ---- |
| Classement mondial | 141  | 113  | 106  | 105  | 100  | 85   | 90   | 95   | 107  | 113  | 119  | 108  | 123  | 93   | 113  | 100  | 60   | 46   | 75   | 35   | 79   | 123  | 86   | 90   | 101  | 102  | 99   | 92   | 95   | 93   | 100  |

Classement moyen de l'Arménie depuis la création du classement mondial FIFA : 95e
- Meilleur classement mondial FIFA : 30e en février 2014
- Plus mauvais classement mondial FIFA : 159e en juin 1994
- Meilleure progression de l'histoire de l'équipe : +48 en juin 2007
- Moins bonne progression de l'histoire de l'équipe : -18 en juillet 2008

### Parcours en Coupe du monde
| Année | Position     |      | Année             | Position |                   | Année | Position |
| 1930  | Non inscrite | 1974 | Non inscrite      | 2010     | Tour préliminaire |       |          |
| 1934  | Non inscrite | 1978 | Non inscrite      | 2014     | Tour préliminaire |       |          |
| 1938  | Non inscrite | 1982 | Non inscrite      | 2018     | Tour préliminaire |       |          |
| 1950  | Non inscrite | 1986 | Non inscrite      | 2022     | Tour préliminaire |       |          |
| 1954  | Non inscrite | 1990 | Non inscrite      | 2026     | À venir           |       |          |
| 1958  | Non inscrite | 1994 | Non inscrite      | 2030     | À venir           |       |          |
| 1962  | Non inscrite | 1998 | Tour préliminaire | 2034     | À venir           |       |          |
| 1966  | Non inscrite | 2002 | Tour préliminaire |          |                   |       |          |
| 1970  | Non inscrite | 2006 | Tour préliminaire |          |                   |       |          |

### Parcours en Championnat d'Europe
| Année | Position     |      | Année             | Position |                   | Année | Position |
| 1960  | Non inscrite | 1988 | Non inscrite      | 2016     | Tour préliminaire |       |          |
| 1964  | Non inscrite | 1992 | Non inscrite      | 2020     | Tour préliminaire |       |          |
| 1968  | Non inscrite | 1996 | Tour préliminaire | 2024     | Tour préliminaire |       |          |
| 1972  | Non inscrite | 2000 | Tour préliminaire | 2028     | À venir           |       |          |
| 1976  | Non inscrite | 2004 | Tour préliminaire | 2032     | À venir           |       |          |
| 1980  | Non inscrite | 2008 | Tour préliminaire |          |                   |       |          |
| 1984  | Non inscrite | 2012 | Tour préliminaire |          |                   |       |          |

### Parcours en Ligue des Nations de L'UEFA
| Édition   | Ligue | Phase de Groupe | Phase de Groupe | Phase de Groupe | Phase de Groupe | Phase de Groupe | Phase de Groupe | Phase de Groupe | Phase finale | Phase finale | Phase finale | Phase finale | Phase finale | Phase finale | Phase finale | Phase finale |
| Édition   | Ligue | Class.          | M               | V               | N               | D               | bp              | bc              | Pays hôte    | Résultat     | M            | V            | N            | D            | bp           | bc           |
| --------- | ----- | --------------- | --------------- | --------------- | --------------- | --------------- | --------------- | --------------- | ------------ | ------------ | ------------ | ------------ | ------------ | ------------ | ------------ | ------------ |
| 2018-2019 | D     | 2/4             | 6               | 3               | 1               | 2               | 14              | 8               | 2019         | Inéligible   | Inéligible   | Inéligible   | Inéligible   | Inéligible   | Inéligible   | Inéligible   |
| 2020-2021 | C     | 1/4             | 6               | 3               | 2               | 1               | 9               | 6               | 2021         | Inéligible   | Inéligible   | Inéligible   | Inéligible   | Inéligible   | Inéligible   | Inéligible   |
| 2022-2023 | B     | 4/4             | 6               | 1               | 0               | 5               | 4               | 16              | 2023         | Inéligible   | Inéligible   | Inéligible   | Inéligible   | Inéligible   | Inéligible   | Inéligible   |
| 2024-2025 | C     | 2/4             | 6               | 2               | 1               | 3               | 8               | 9               | 2025         | Inéligible   | Inéligible   | Inéligible   | Inéligible   | Inéligible   | Inéligible   | Inéligible   |
| Total     | Total | Total           | 24              | 9               | 4               | 11              | 35              | 39              | Total        | Total        | 0            | 0            | 0            | 0            | 0            | 0            |

## Joueurs

### Records
| Joueur             | Sélections | Période   | Buts |
| ------------------ | ---------- | --------- | ---- |
| Sargis Hovsepian   | 133        | 1992-2012 | 2    |
| Henrikh Mkhitaryan | 95         | 2007-2021 | 32   |
| Roman Berezovsky   | 94         | 1996-2015 | 0    |
| Robert Arzumanyan  | 74         | 2005-2015 | 5    |
| Gevorg Ghazarian   | 73         | 2007-     | 14   |
| Artur Petrossian   | 69         | 1992-2005 | 11   |

## Sélectionneurs
Les sélectionneurs en italique ont assuré l'intérim.
Mis à jour le 7 juin 2025.
| Sélectionneur              | Période          | Matchs | Gagnés | Nuls | Perdus | Gagnés % |
| -------------------------- | ---------------- | ------ | ------ | ---- | ------ | -------- |
| Eduard Markarov            | 1992-1994        | 6      | 1      | 2    | 3      | 16,67    |
| Samuel Darbinian           | 1995-1996        | 9      | 1      | 1    | 7      | 11,11    |
| Khoren Oganessian          | 1996-1997        | 16     | 2      | 5    | 9      | 12,5     |
| Souren Barseghian          | 1998-1999        | 14     | 4      | 2    | 8      | 28,57    |
| Varoujan Sukiasian         | 2000-2001        | 17     | 3      | 7    | 7      | 17,65    |
| Andranik Adamian           | 2002             | 1      | 1      | 0    | 0      | 100      |
| Oscar López                | 2002             | 2      | 0      | 1    | 1      | 0        |
| Andranik Adamian           | 2003             | 1      | 0      | 0    | 1      | 0        |
| Mihai Stoichiță            | 2003-2004        | 10     | 4      | 1    | 5      | 40       |
| Bernard Casoni             | 2004-2005        | 8      | 1      | 1    | 6      | 12,5     |
| Henk Wisman                | 2005-2006        | 8      | 1      | 1    | 6      | 12,5     |
| Ian Porterfield            | 2006-2007        | 10     | 2      | 4    | 4      | 20       |
| Tom Jones Vardan Minassian | 2007             | 6      | 1      | 1    | 4      | 16,67    |
| Jan Børge Poulsen          | 2008-2009        | 12     | 3      | 4    | 5      | 25       |
| Vardan Minassian           | 2009-2013        | 39     | 14     | 4    | 21     | 35,9     |
| Bernard Challandes         | 2014-2015        | 9      | 1      | 1    | 7      | 11,11    |
| Sargis Hovsepian           | 2015             | 4      | 0      | 1    | 3      | 0        |
| Varoujan Sukiasian         | 2015-2016        | 7      | 2      | 1    | 4      | 28,57    |
| Artur Petrossian           | 2016-2018        | 10     | 5      | 1    | 4      | 50       |
| Vardan Minasyan            | 2018             | 4      | 1      | 2    | 1      | 25       |
| Armen Gyulbudaghyants      | 2018-2019        | 12     | 5      | 2    | 5      | 41,67    |
| Abraham Khashmanyan        | 2019-2020        | 2      | 0      | 0    | 2      | 0        |
| Joaquín Caparrós           | 2020-2022        | 26     | 9      | 5    | 12     | 34,62    |
| Roman Berezovsky           | 2022             | 2      | 0      | 1    | 1      | 0        |
| Oleksandr Petrakov         | 2023 - oct. 2024 | 18     | 4      | 4    | 10     | 22,22    |
| Suren Chakhalyan           | 2024             | 2      | 1      | 0    | 1      | 50       |
| John van 't Schip          | 2025             | 4      | 0      | 1    | 3      | 0        |
| Yeghishe Melikyan          | 2025-            |        |        |      |        |          |

## Présidents
- Ruben Hayrapetian